# Мурамвія (місто)
Мурамвія — місто на північному заході Бурунді, адміністративний центр однойменної провінції.

## Географія
Місто знаходиться в центральній частині провінції, на південь від річки Мубаразі, на висоті 1 924 метрів над рівнем моря. Мурамвія розташована на відстані приблизно 24 кілометрів на схід-північний схід від Бужумбури, столиці країни.

### Клімат
Місто знаходиться у зоні, котра характеризується океанічним кліматом субтропічних нагір'їв. Найтепліший місяць — вересень із середньою температурою 17.9 °C (64.2 °F). Найхолодніший місяць — червень, із середньою температурою 16.5 °С (61.7 °F).
| Клімат Мурамвії         | Клімат Мурамвії | Клімат Мурамвії | Клімат Мурамвії | Клімат Мурамвії | Клімат Мурамвії | Клімат Мурамвії | Клімат Мурамвії | Клімат Мурамвії | Клімат Мурамвії | Клімат Мурамвії | Клімат Мурамвії | Клімат Мурамвії | Клімат Мурамвії |
| Показник                | Січ.            | Лют.            | Бер.            | Квіт.           | Трав.           | Черв.           | Лип.            | Серп.           | Вер.            | Жовт.           | Лист.           | Груд.           | Рік             |
| Середня температура, °C | 17,4            | 17,6            | 17,6            | 17,4            | 17              | 16,5            | 16,5            | 17,4            | 17,9            | 17,8            | 17,3            | 17,3            | 17,3            |
| Норма опадів, мм        | 156.4           | 153.6           | 199.9           | 226.5           | 115.6           | 19              | 8.1             | 21.8            | 87.8            | 139.2           | 201.1           | 167             | 1496            |
| Днів з опадами          | 22,7            | 21,1            | 23,9            | 25,7            | 15,5            | 3,7             | 3,1             | 4,5             | 11,6            | 19,6            | 28,1            | 25,1            | 204,6           |
| Вологість повітря, %    | 80.1            | 80.3            | 81.2            | 83.7            | 81.2            | 73.8            | 66.1            | 61.7            | 64.5            | 70.8            | 78.2            | 80.8            | 75.2            |
| ----------------------- | --------------- | --------------- | --------------- | --------------- | --------------- | --------------- | --------------- | --------------- | --------------- | --------------- | --------------- | --------------- | --------------- |
| Джерело: Weatherbase    |                 |                 |                 |                 |                 |                 |                 |                 |                 |                 |                 |                 |                 |

## Населення
| 1991 | 2008 |
| ---- | ---- |
| 2290 | 5458 |